# Karl Kaniak
Karl Kaniak (* 29. Jänner 1872 in Simmering (heute: Wien); † 13. August 1931 (nach anderen Angaben 16. September 1931) in Wien) war ein Arbeiterdichter und Sänger.

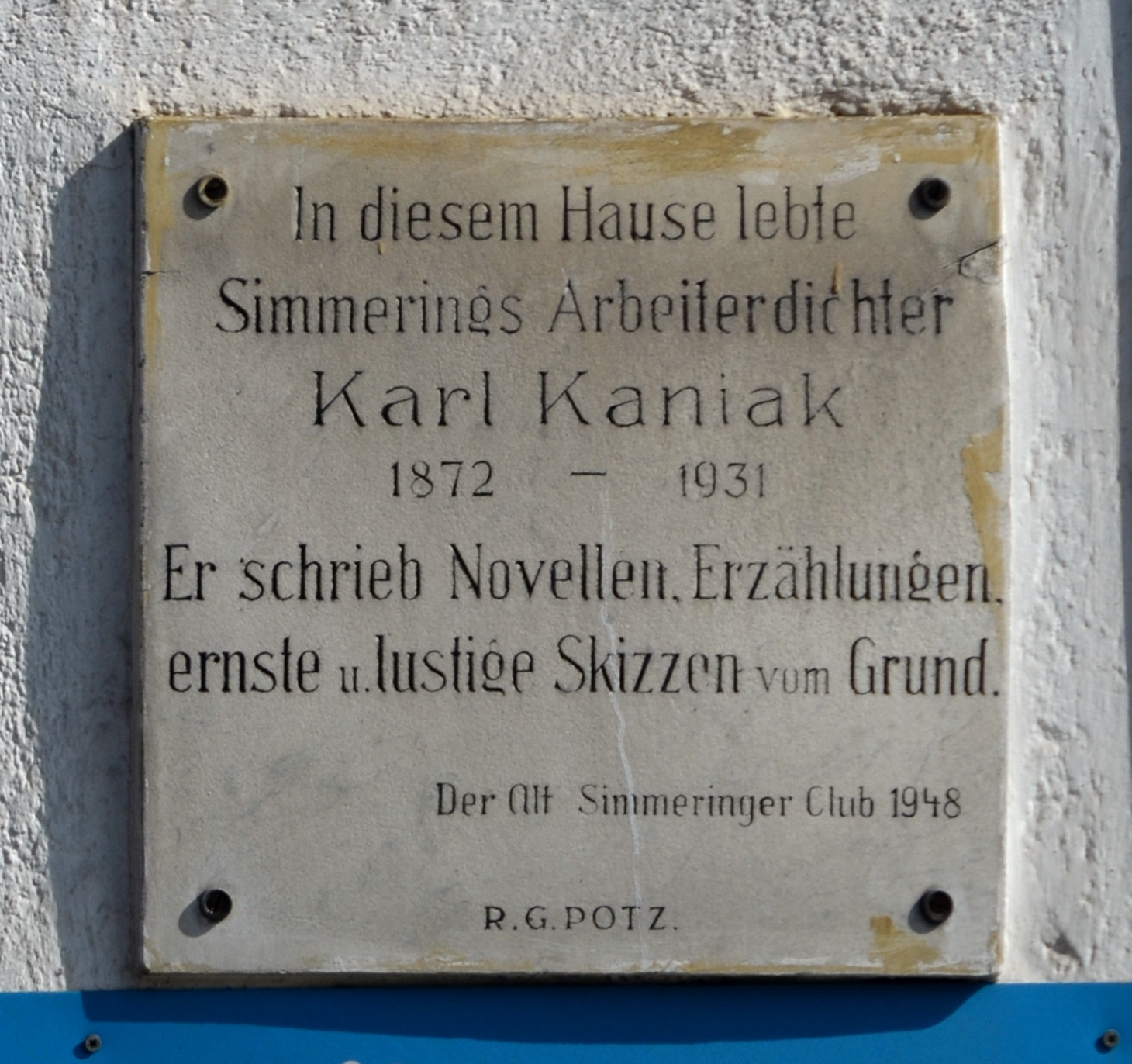
Die Gedenktafel in der Geiselbergstraße 5

Kaniak, der selbst in ärmsten Verhältnissen aufwuchs, erlernte den Beruf des Steindruckers und brachte es bis zum Faktor (Leiter der Setzerei) der Österreichischen Nationalbank. Daneben war Kaniak Armenrat und in der Arbeiterbildungsbewegung tätig. Er war einer der Mitbegründer des Simmeringer Arbeitersängerbundes Stahlklang und Förderer der Kindersingschulbewegung. Seine vielen Gedichte und Skizzen beschäftigten sich hauptsächlich mit dem Simmeringer Proletarierleben, er veröffentlichte vorwiegend in der Arbeiter-Zeitung, im sozialistischen Frauenblatt Die Unzufriedene sowie in verschiedenen Gewerkschaftszeitungen.
In Simmering wurde die Kaniakgasse nach ihm benannt. Er lebte in der Geiselbergstraße 5 (ebenfalls Simmering), woran eine Gedenktafel erinnert.

## Werke
- Die Geiselberger (Roman in Fortsetzungen)
- Erzählungen, Kurzgeschichten, Gedichte